# Capnioneura narcea
Capnioneura narcea is een steenvlieg uit de familie Capniidae. De wetenschappelijke naam van de soort is voor het eerst geldig gepubliceerd in 2002 door Vinçon & Sánchez-Ortega.